# Frank Deal
Frank Deal (Birmingham (Alabama), 7 oktober 1958) is een Amerikaans acteur.

## Biografie
Deal heeft gestudeerd aan de New York-universiteit in New York aan de afdeling Tisch School of Arts. Naast het acteren geeft hij nu ook les in acteren aan deze school en ook aan de Juilliard School in New York.

## Filmografie

### Films
Uitgezonderd korte films.
- 2020 Algorithm: Bliss - als Kirwin
- 2019 Before You Know It - als Bill
- 2018 Wildling - als hoofd psychiatrie
- 2018 Eighth Grade - als officier Todd
- 2016 Manhattan Nocturne - als Campbell
- 2016 Next Big Thing - als dr. Plah
- 2015 The App - als Kirwin
- 2015 Black Dog, Red Dog – als politieagent
- 2014 The Amazing Spider-Man 2 – als agent Berkley
- 2014 Non-Stop - als Charles Wheeler
- 2013 Stand Clear of the Closing Doors – als schoolhoofd
- 2012 The Bay – als burgemeester John Stockman
- 2012 The Bourne Legacy – als C-team
- 2012 The Corrections – als schoolhoofd
- 2008 Deception – als politieagent
- 2008 Able Danger – als O'Rourke
- 2007 Body/Antibody – als Andy
- 2006 The House Is Burning – als verzekeringsagent
- 2006 Flannel Pajamas – als Gregory
- 2005 Taylor Made – als Carl Taylor
- 2000 The Doghouse – als Jamey
- 1998 Aphrodisiac – als bisschop Martin

### Televisieseries
Uitgezonderd eenmalige gastrollen.
- 2018-2023 Manifest - als Bill Daly - 11 afl.
- 2020 The Outsider - als Fred Peterson - 2 afl.
- 2017 Gypsy - als Gary Levine - 7 afl.
- 2017 Better Call Saul - als supervisor van Park - 2 afl.
- 2015-2017 The Americans - als Isaac Breland - 4 afl.
- 2012-2014 Law & Order: Special Victims Unit – als FBI agent O'Connel – 3 afl.
- 2001 Law & Order: Special Victims Unit - als Don Newvine - 5 afl.

- Biblioteca Nacional de España: XX5538702
- International Standard Name Identifier: 0000 0004 5405 1639
- Library of Congress Control Number: no2015126034
- Virtual International Authority File: 120144648597396400752
- WorldCat: E39PBJjmTPq6Y8CQDX4V96dhHC